# Vimperk
Vimperk là một thị trấn thuộc huyện Prachatice, vùng Jihočeský, Cộng hòa Séc.